# Pune Challenger 2014
Il Pune Challenger 2014 è stato un torneo maschile tennis professionistico. È stata la 1ª edizione del torneo, facente parte della categoria Challenger 90 nell'ambito dell'ATP Challenger Tour 2014, con un montepremi di 50 000 $. Si è giocato dal 20 al 25 ottobre 2014 sui campi in cemento del Shree Shiv Chhatrapati Sports Complex di Pune, in India.

## Partecipanti

### Teste di serie
| Nazionalità | Giocatore                | Ranking* | Testa di serie |
| ----------- | ------------------------ | -------- | -------------- |
| Kazakistan  | Aleksandr Nedovyesov     | 118      | 1              |
| Russia      | Alexander Kudryavtsev    | 125      | 2              |
| India       | Somdev Devvarman         | 143      | 3              |
| Giappone    | Yūichi Sugita            | 146      | 4              |
| Giappone    | Hiroki Moriya            | 154      | 5              |
| Spagna      | Adrián Menéndez Maceiras | 162      | 6              |
| India       | Yuki Bhambri             | 183      | 7              |
| Belgio      | Kimmer Coppejans         | 202      | 8              |

- Ranking al 12 ottobre 2014.

### Altri partecipanti
I seguenti giocatori hanno ricevuto una wild card per il tabellone principale:
- Arjun Kadhe
- Sasikumar Mukund
- Sidharth Rawat
- Vishnu Vardhan

Il seguente giocatore è entrato in tabellone come alternate:
- Richard Becker

Il seguente giocatore è entrato in tabellone come special exempt:
- Saketh Myneni

I seguenti giocatori sono passati dalle qualificazioni:
- Riccardo Ghedin
- Sarvar Ikramov
- Vijay Sundar Prashanth
- Purav Raja

## Punti e montepremi
| Torneo    | Torneo              | V     | F     | SF    | QF    | 2T  | 1T  | Q | Q2 | Q1 |
| Singolare | Punti               | 90    | 55    | 33    | 17    | 8   | 0   | 5 | 0  | 0  |
| Singolare | Premi in denaro ($) | 7 200 | 4 240 | 2 510 | 1 460 | 860 | 520 | – | 0  | 0  |
| Doppio    | Punti               | 90    | 55    | 33    | 17    | –   | 0   | – | –  | –  |
| Doppio    | Premi in denaro ($) | 3 100 | 1 800 | 1 080 | 640   | –   | 360 | – | –  | –  |

## Campioni

### Singolare
Yūichi Sugita ha sconfitto in finale  Adrián Menéndez Maceiras con il punteggio di 6(1)–7, 6–4, 6–4.

### Doppio
Saketh Myneni /  Sanam Singh hanno sconfitto in finale  Sanchai Ratiwatana /  Sonchat Ratiwatana con il punteggio di 6–3, 6–2.